# Horné Orešany
Horné Orešany és un poble i municipi d'Eslovàquia que es troba a la regió de Trnava, a l'oest del país.

## Història
La primera menció escrita de la vila es remunta al 1296.

## Galeria d'imatges

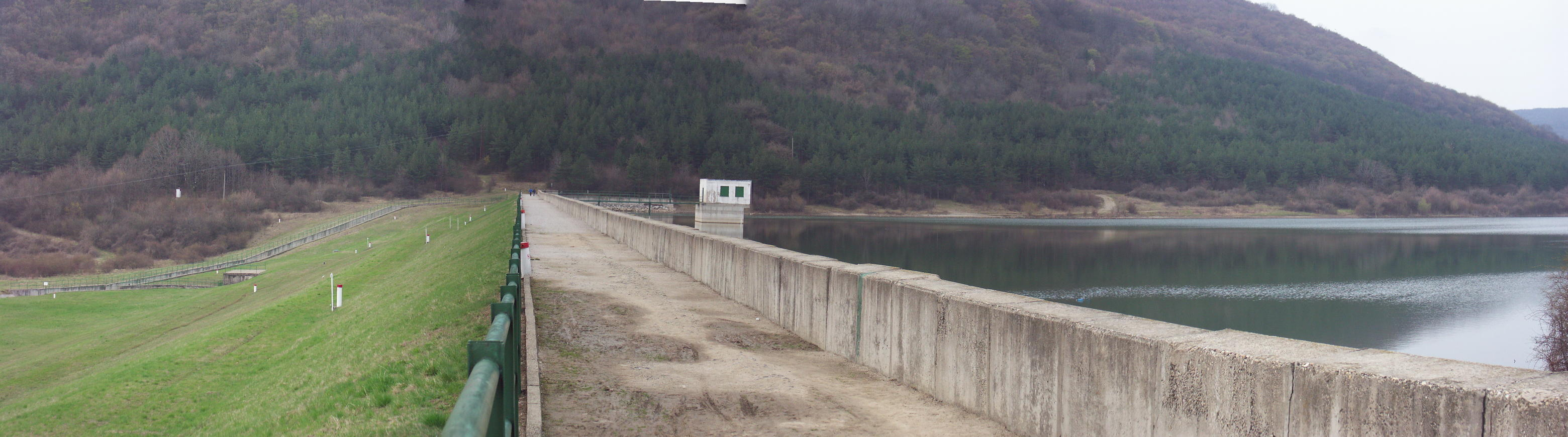
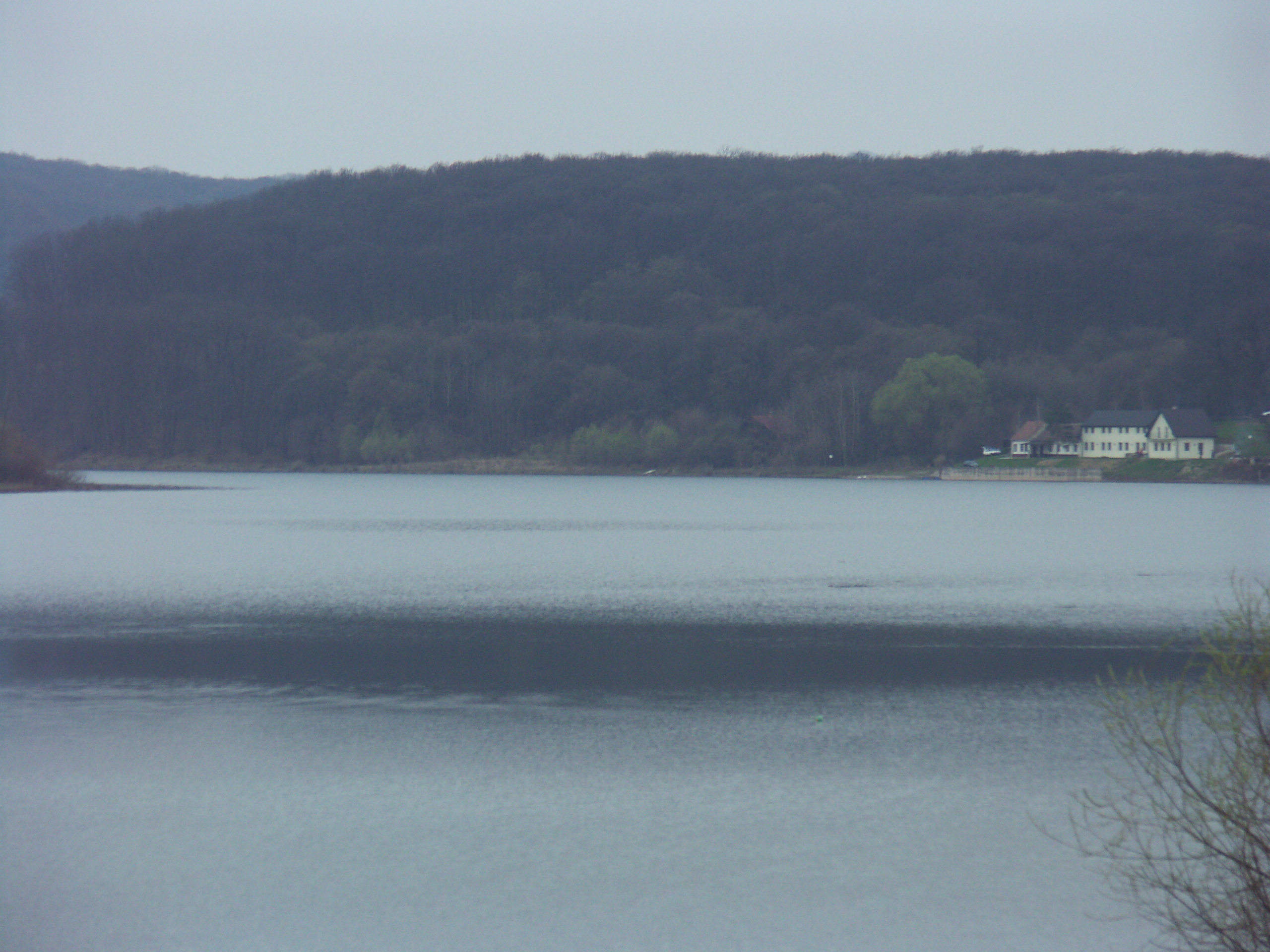
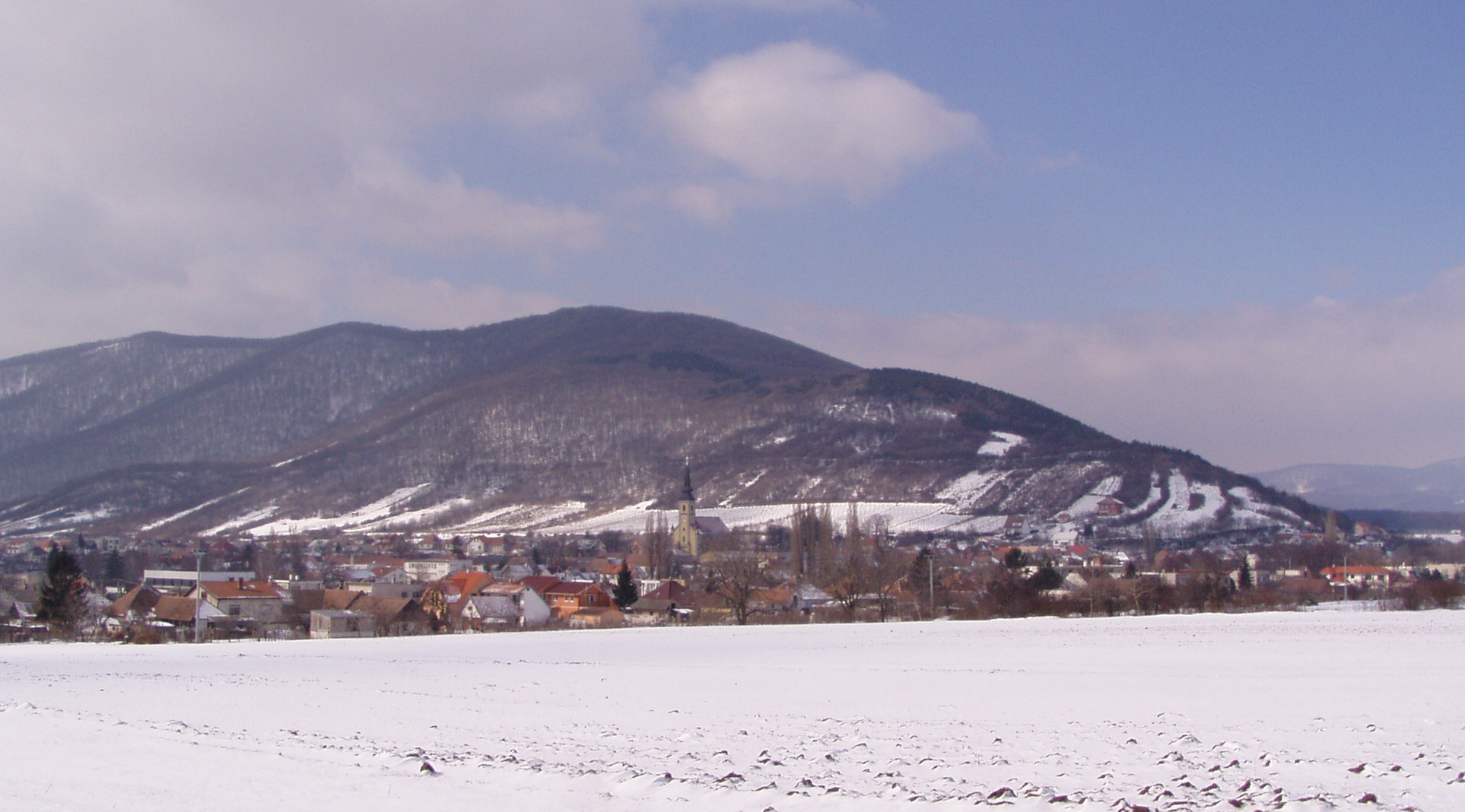
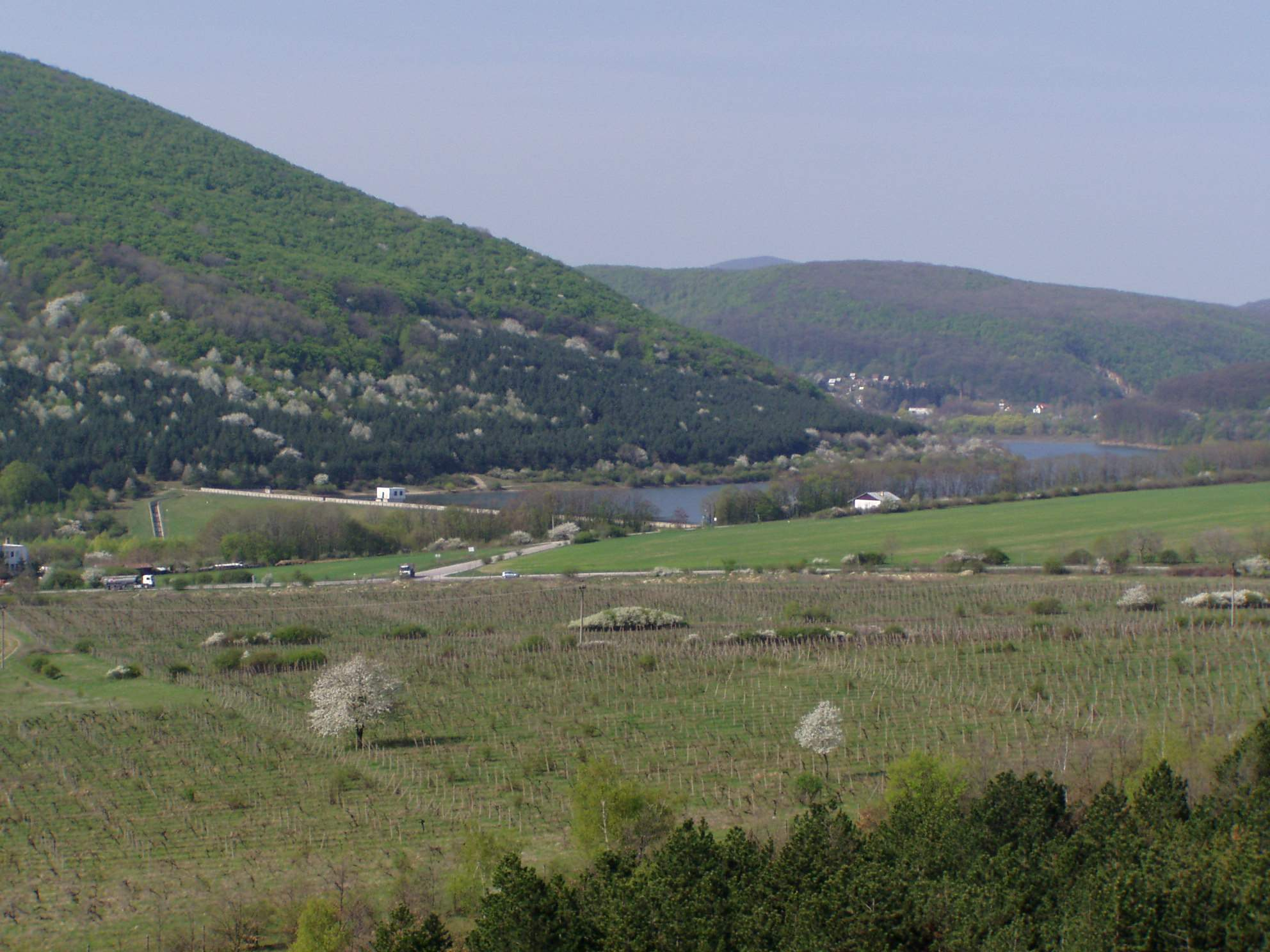
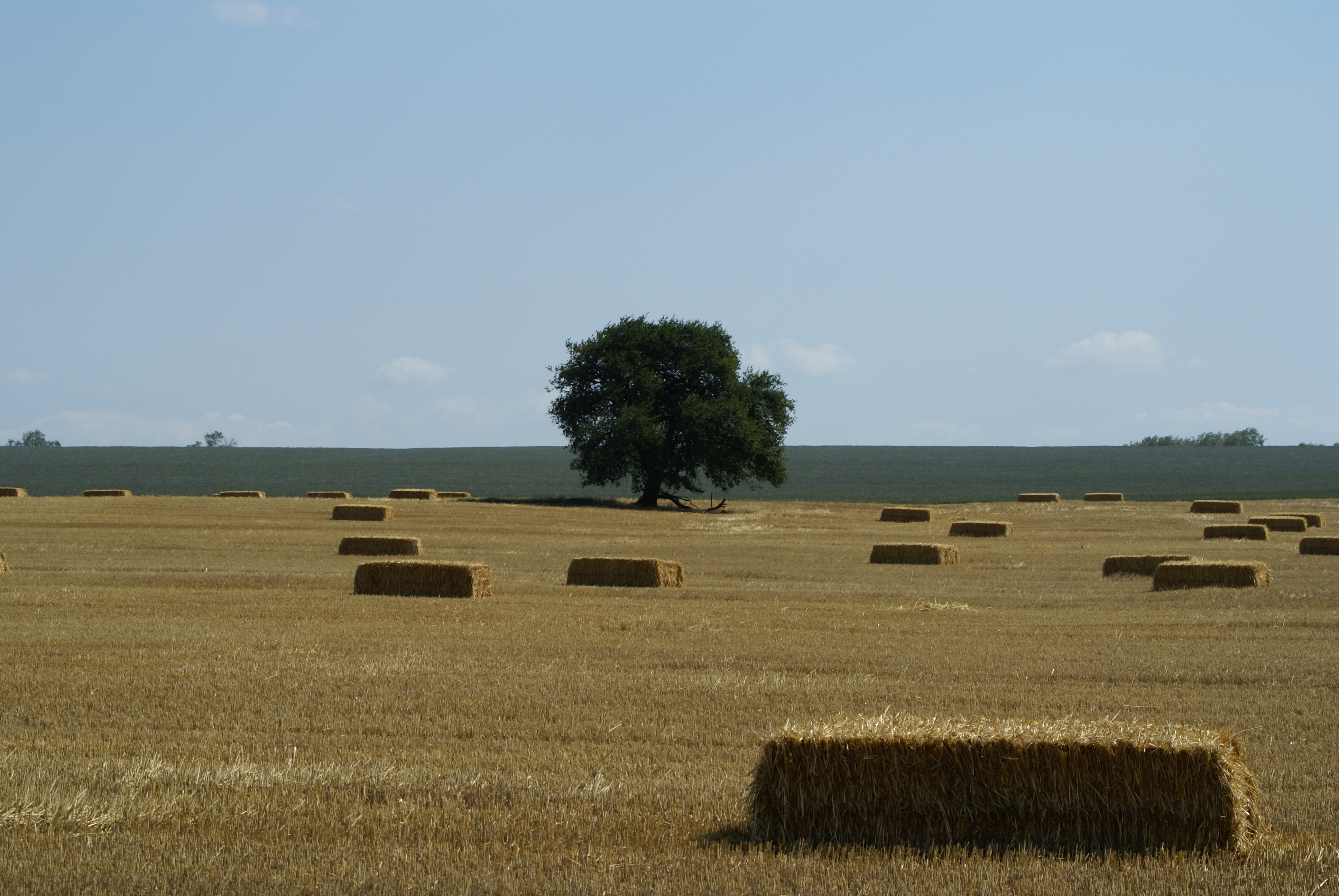

## Demografia
| Godina             | 1994 | 2004   | 2014   | 2024   |
| ------------------ | ---- | ------ | ------ | ------ |
| Nombre de persones | 1840 | 1851   | 1910   | 1919   |
| Diferència         |      | +0,59% | +3,18% | +0,47% |

| Godina             | 2023 | 2024   |
| ------------------ | ---- | ------ |
| Nombre de persones | 1948 | 1919   |
| Diferència         |      | −1,48% |